# Gmina Owen (Iowa)

Położenie Gminy Owen w hrabstwie Cerro Gordo

Gmina Owen (ang. Owen Township) – gmina w USA, w stanie Iowa, w hrabstwie Cerro Gordo. Według danych z 2000 roku gmina miała 317 mieszkańców, a jej powierzchnia wynosi 95,15 km².